# Jocelyn Angloma
Jocelyn Gaétan Angloma (Les Abymes, 7 de agosto de 1965) é um ex-futebolista e treinador de futebol guadalupino que atuou como lateral e volante. Atualmente é treinador da Seleção de Guadalupe.

## Carreira
A carreira de Angloma começa em 1978, quando jogou nas categorias de base do L'Étoile de Morne-à-l'Eau. Sua estreia como profissional em clubes foi em 1985, no Rennes, onde fez 37 partidas e 1 gol.
Passou ainda por Lille e Paris Saint-Germain antes de chegar ao Olympique de Marseille, onde viveu sua melhor fase ao conquistar o Campeonato Francês de 1991–92 e o principal título da carreira, a Liga dos Campeões da UEFA de 1992–93 (primeiro e, até hoje, único de um clube francês na competição).
Em 1994, assinou com o Torino, atuando em 60 jogos e fazendo 7 gols, além de ter passado uma temporada na Inter de Milão, onde atuou 30 vezes e marcou um gol, fazendo parte do elenco vice-campeão da Copa da UEFA de 1996–97.
Assinou com o Valencia em 1997, disputando 120 jogos e fazendo 5 gols, sagrando-se campeão de La Liga, da Copa del Rey e da Supercopa da Espanha, além de ter sido 2 vezes vice-campeão da Liga dos Campeões da UEFA. Em 2002, aos 36 anos, aposentou-se pela primeira vez dos gramados e retornou a Guadalupe para jogar no clube que o revelou, o L'Étoile de Morne-à-l'Eau. Encerrou definitivamente a carreira de jogador em 2007, aos 42 anos de idade.

## Carreira internacional
Pela Seleção Francesa, Angloma, que integrou anteriormente a seleção sub-21 (vencendo inclusive a Eurocopa da categoria em 1988), fez sua estreia em 1990, contra a Tchecoslováquia. Jogou as Eurocopas de 1992 e 1996, e atuou em 37 partidas pelos Bleus. Seu único gol pela seleção foi justamente em 1996, num amistoso contra a Armênia.
Depois de uma década aposentado do futebol de seleções, o lateral passou a defender a seleção de Guadalupe, que não é filiada à FIFA. Na Copa Ouro da CONCACAF de 2007, virou o articulador de jogadas da equipe, que surpreendeu ao chegar até a semifinal, onde perdeu para o México pelo placar de 1 a 0. Durante a campanha guadalupina, marcou 2 gols na competição, que foi também a última de sua carreira profissional. Angloma jogou 14 vezes e marcou 4 gols por Guadalupe.

## Carreira de técnico
Depois de uma curta passagem como olheiro do Lille e auxiliar-técnico da Seleção Guadalupina em 2009, Angloma voltou novamente ao L'Étoile de Morne-à-l'Eau, desta vez para assumir o comando técnico da equipe, onde permaneceria até 2015. Após 2 anos parado, retomou a carreira de treinador em 2017, substituindo Gérard Andy no comando dos Gwada Boys.

## Títulos e campanhas de destaque
Olympique de Marseille
- Ligue 1: 1991–92[8]
- Liga dos Campeões da UEFA: 1992–93[9]

Internazionale
- Copa da UEFA: vice-campeão (1996–97)[10]

Valencia
- La Liga: 2001–02[11]
- Copa del Rey: 1998–99[12]
- Supercopa da Espanha: 1999[carece de fontes?]
- Taça Intertoto da UEFA: 1998[13]
- Liga dos Campeões da UEFA: vice-campeão (1999–00 e 2000–01[11])

L'Etoile de Morne-à-l'Eau
- Guadeloupe Division d’Honneur: 2007[carece de fontes?]

França Sub-21
- Eurocopa Sub-21: 1988[carece de fontes?]

### Individuais
França
- Melhor onze da Eurocopa de 1992[14]
- Melhor onze da Copa Ouro da CONCACAF de 2007 (menção honrosa)[15]